# Roślina okrywowa
Roślina okrywowa, roślina zadarniająca – gatunek lub odmiana niskiej rośliny ozdobnej silnie zagęszczającej się, tworzącej zwarte i trwałe (wieloletnie) runo. Rośliny okrywowe mają zdolność do szybkiego rozprzestrzeniania się za sprawą kłączy, rozłogów lub rozmnóżek, pędy ich często ścielą się i łatwo zakorzeniają. Mają istotne znaczenie w zagospodarowywaniu terenów zielonych i w ogrodach.
Rośliny okrywowe spełniają podobne funkcje, jak trawnik: chronią glebę przed erozją, przegrzaniem i utratą wilgoci, ograniczają rozwój chwastów, wypełniają puste miejsca pod krzewami i drzewami i stanowią obramowanie dla rabat. Dodatkowo w odróżnieniu od trawnika: ich stosowanie ogranicza liczbę zabiegów pielęgnacyjnych (nie wymagają regularnego koszenia), zużycie środków ochrony roślin i nawozów, rosną pod okapem roślin drzewiastych, gdzie trawy słabo się rozwijają. Różnorodność roślin okrywowych pozwala w zależności od ich barwy, kształtów i faktury komponować założenie ogrodowe. Często mają większe wartości dekoracyjne, niż trawnik, gdyż większość roślin okrywowych efektownie kwitnie lub ma trwale kolorowe liście, tworząc na ziemi barwne kobierce. 
Ich zalety pozwalające na skuteczne okrywanie dużych powierzchni jest równocześnie wadą – wiele tych gatunków jest ekspansywnych i wymaga ograniczania rozprzestrzeniania. 
Wiele ich gatunków doskonale nadaje się także do ogrodów skalnych. Wśród roślin okrywowych znajdują się zarówno byliny, jak i krzewinki i małe krzewy. 

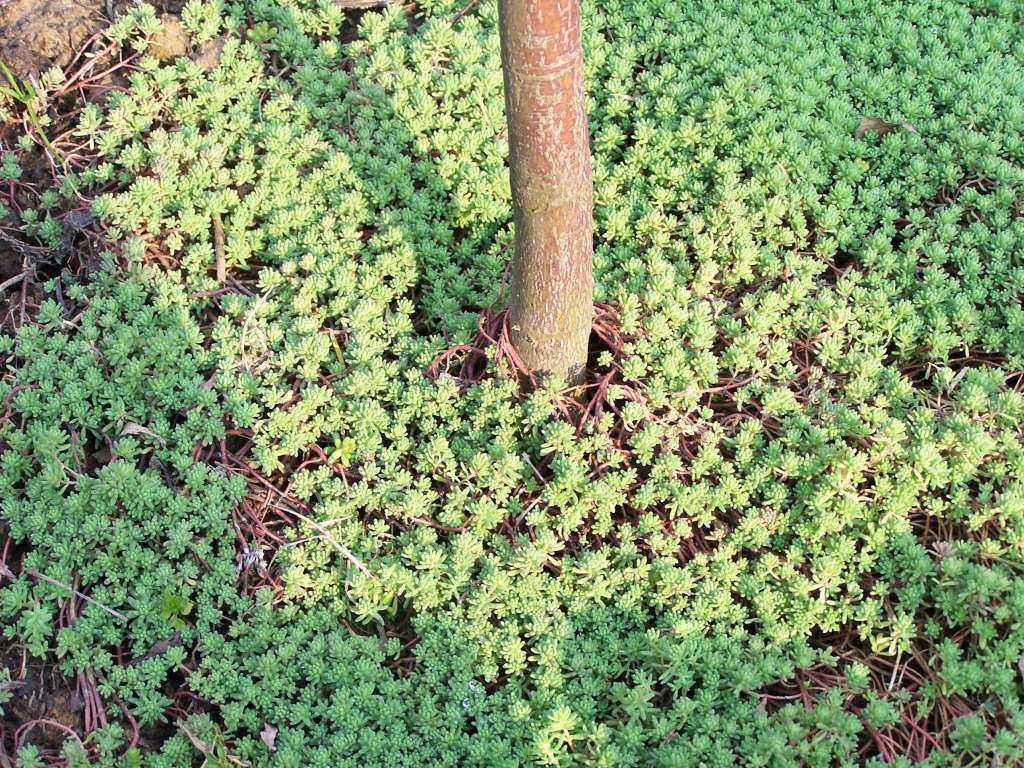
Jeden z wielu gatunków rozchodnika jako niska roślina okrywowa

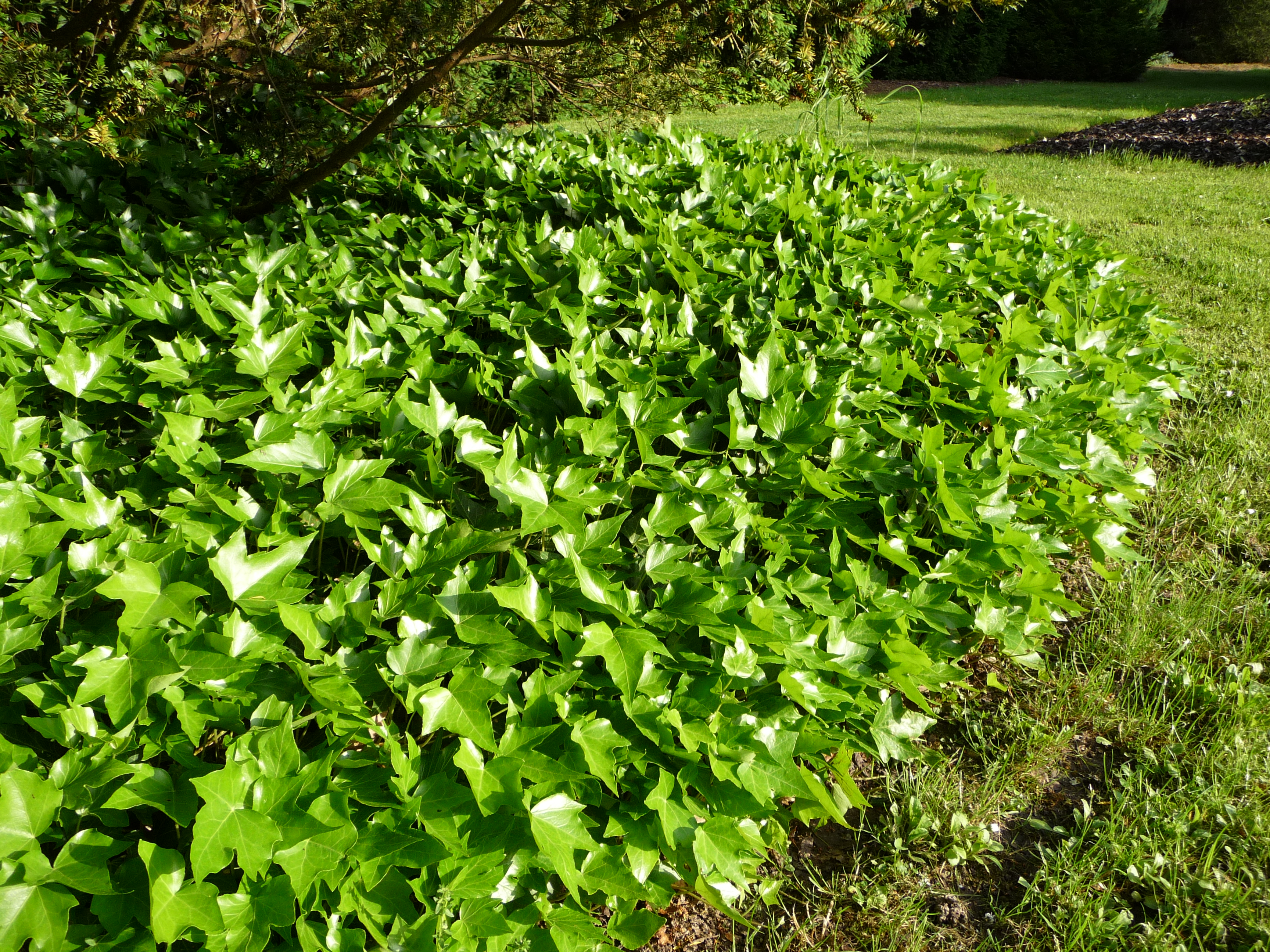
Odmiana bluszczu pospolitego 'Green Ripple' jako roślina okrywowa

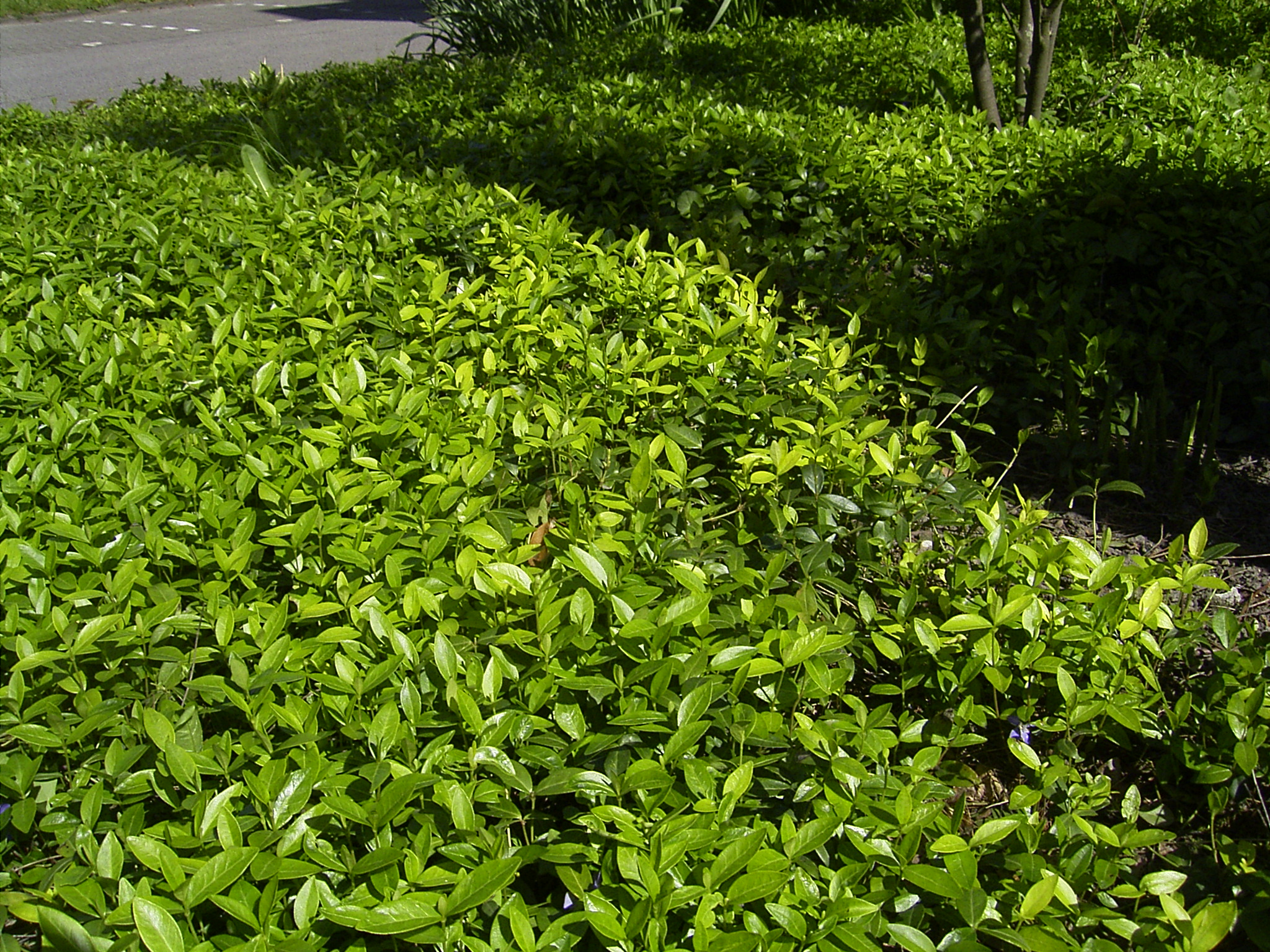
Barwinek pospolity

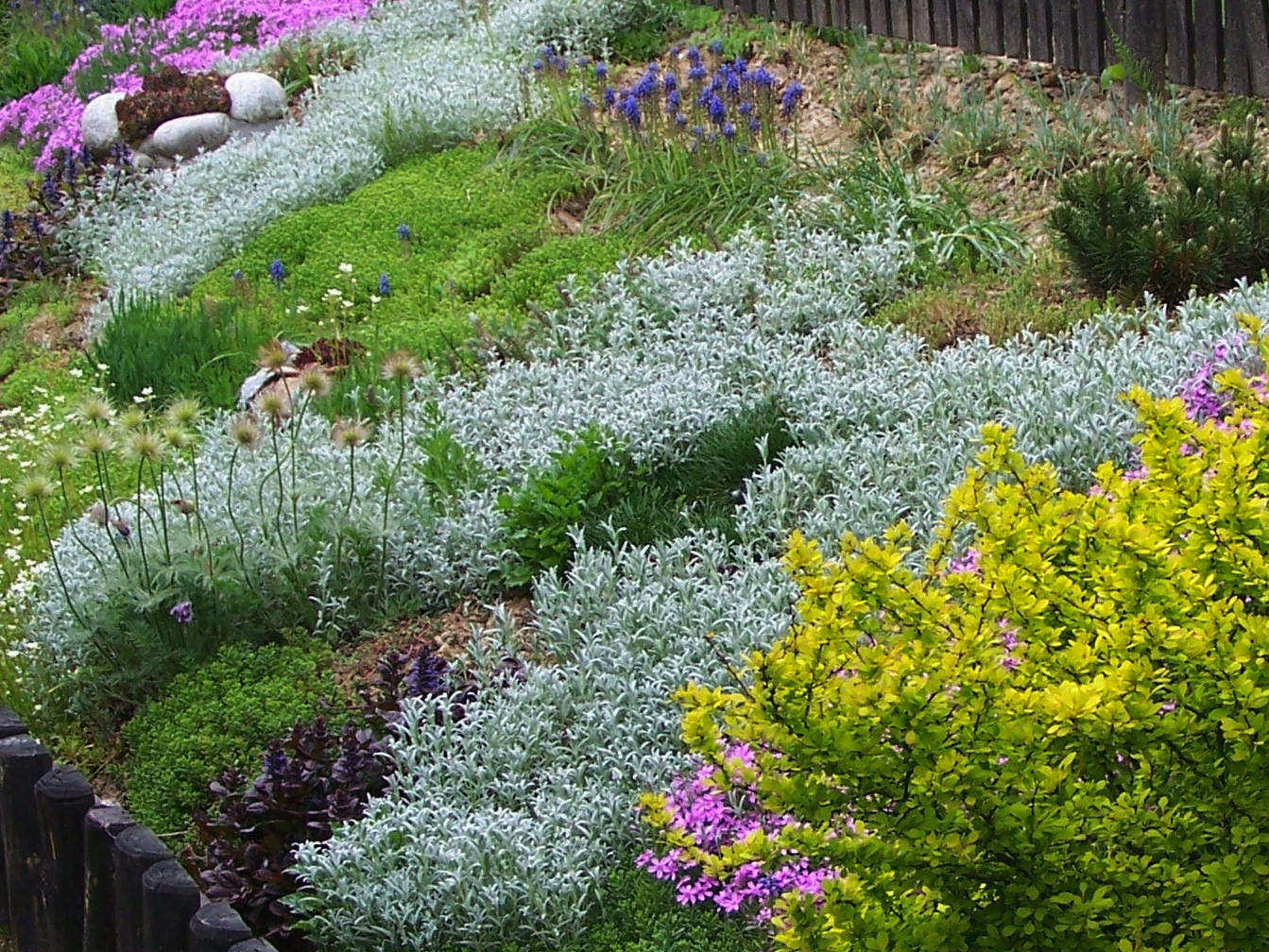
Różne rośliny okrywowe w ogrodzie skalnym

## Wykaz roślin okrywowych
- Byliny:
  - acena drobnolistna (Acaena microphyla)
  - bergenie (Bergenia spp.)
  - bluszczyk kurdybanek (Glechoma hederacea)
  - bodziszek czerwony (Geranium sanguineum)
  - bodziszek korzeniasty (Geranium macrorrhizum)
  - czyściec wełnisty (Stachys byzantina)
  - dąbrówka rozłogowa (Ajuga reptans)
  - dębik ośmiopłatkowy (Dryas octopetala)
  - dzwonek karpacki (Campanula carpatica)
  - dzwonek Poszarskiego (Campanula poscharskyana)
  - funkie (Hosta spp.)
  - golteria pełzająca (Gaultheria procumbens)
  - gęsiówka kaukaska (Arabis caucasica)
  - jasnota gajowiec (Lamium galeobdolon)
  - jasnota plamista (Lamium maculatum)
  - karmnik ościsty (Sagina subulata)
  - kocimiętki (Nepeta spp.)
  - konwalia majowa (Convallaria majalis)
  - kopytnik pospolity (Asarum europaeum)
  - kostrzewa Gautiera (Festuca gautieri)
  - kostrzewa popielata (Festuca glauca)
  - kuklik szkarłatny (Geum coccineum)
  - kuklik ogrodowy (Geum ×hybridum hort.)
  - łyszczec rozesłany (Gysophila repens)
  - łyszczec wiechowaty (Gysophila paniculata)
  - macierzanka piaskowa (Thymus serpyllum)
  - przytulia wonna (Galium odoratum)
  - floks szydlasty (Phlox subulata)
  - posłonki (Helianthemum spp.)
  - poziomkówka indyjska (Duchesnea indica)
  - pragnia syberyjska (Waldsteinia ternata)
  - przywrotnik ostroklapowy (Alchemilla mollis)
  - rogownica Biebersteina (Cerastium biebersteini)
  - rogownica kutnerowata (Cerastium tomentosum )
  - rozchodniki (Sedum spp.)
  - runianka japońska (Pachysandra terminalis)
  - skalnice (Saxifraga spp.)
  - tojeść rozesłana (Lysimachia numulaia)
  - ubiorek wiecznie zielony (Iberis sempirvirens)
  - ukwap dwupienny (Antennaria dioica)
  - ułudka wiosenna (Omphaloides verna)
  - żagwin ogrodowy (Aubrieta cultorum)
  - żurawka drobnokwiatowa (Heuchera micrantha)
- krzewy i krzewinki
  - barwinek pospolity (Vinca minor)
  - berberys Thunberga (Berberis thunbergii)
  - bluszcz pospolity (Hedera helix)
  - dereń kanadyjski (Cornus canadensis)
  - hortensja pnąca (Hydrangea petiolaris)
  - irga Dammera (Cotoneaster dammeri)
  - irga pozioma (Cotoneaster horizontalis)
  - jałowiec chiński (Juniperus chinensis)
  - jałowiec łuskowaty (Juniperus squamata)
  - jałowiec płożący (Juniperus horizontalis)
  - jałowiec pospolity (Juniperus communis) – kultywary płożące się
  - jałowiec rozesłany (Juniperus procumbens)
  - jałowiec sabiński (Juniperus sabina)
  - przywarka japońska (Schizophragma hydrangeoides)
  - kosodrzewina, sosna górska (Pinus mugo)
  - trzmielina Fortune'a (Euonymus fortunei)
  - wrzos pospolity (Calluna vulgaris)
  - wrzośce (Erica spp.)